# Eldamar
Eldamar ist eine norwegische Metal-Band, die 2015 von Mathias Hemmingby gegründet wurde. Benannt ist das Projekt nach „Eldamar“, einem Heim der Elben in J. R. R. Tolkiens Fantasiewelt Mittelerde.

## Geschichte
Nur ein Jahr nach der offiziellen Gründung Eldamars erschien 2016 das Debütalbum The Force of the Ancient Land bei Northern Silence Productions in den Formaten CD und LP. Für die MC zeichnete Nebular Winter Productions verantwortlich. Mathias Hemmingby spielte sämtliche Instrumente selbst ein.
Der Künstler blieb seiner Plattenfirma treu und veröffentlichte dort 2017 das Zweitwerk A Dark Forgotten Past als CD und LP.

## Stil
Eldamar spielt blackgaze. Dafür werden u. a. eine „harsche Stimme“, „brachiales Gitarrenspiel“ und „rasende Drums“ mit einem „verspielten Synthesizer“ kombiniert.
Als Referenzen werden u. a. Lustre und Summoning genannt.

## Rezeption
Das Debütalbum zeige „einige der besten und der schlimmsten Elemente, die atmosphärischer Black Metal zu bieten habe“ (englisch „some of the best and worst elements that the atmospheric black metal genre has to offer“), hieß es in einer Rezension. Positiv hervorgehoben wurde in diesem Kontext die Qualität der Produktion, während das Songwriting als Schwachstelle ausgemacht wurde. An anderer Stelle kam das Erstwerk im Kern besser weg. Kritisiert wurde lediglich, dass der Künstler das Album „ein bisschen zu sehr in die Länge gezogen“ habe und der Hörer „nicht mehr alles so wahrnehmen und verfolgen“, wie es wohl beabsichtigt gewesen sei.
Beim Zweitwerk wurde als der „schwerwiegendste Störfaktor“ der „flächendeckende wortlose Frauengesang“ genannt. Kritisch wurde ebenso hervorgehoben, dass nach dem Keyboard die „restliche Instrumentalisierung [...] zu wünschen übrig“ lasse. Auch wenn das Debüt vorzuziehen sei, solle man Eldamar „nicht abschreiben“, denn dafür sei „das Projekt schlichtweg zu interessant und vielversprechend“.

## Diskografie
- 2016: The Force of the Ancient Land (Album, CD/2xLP, Northern Silence Productions; MC, Nebular Winter Productions)
- 2017: A Dark Forgotten Past (Album, CD/LP, Northern Silence Productions)
- 2023: Lost Songs from the Ancient Land (Kompilation, CD, Northern Silence Productions)
- 2024: Astral Journeys Pt. I : Creation (Album, CD/LP/MC, Northern Silence Productions)